# Ophiocoma alexandri
Ophiocoma alexandri är en ormstjärneart som beskrevs av George Richard Lyman 1860. Ophiocoma alexandri ingår i släktet Ophiocoma och familjen Ophiocomidae. Inga underarter finns listade i Catalogue of Life.